# Anton Dilger (Mediziner)

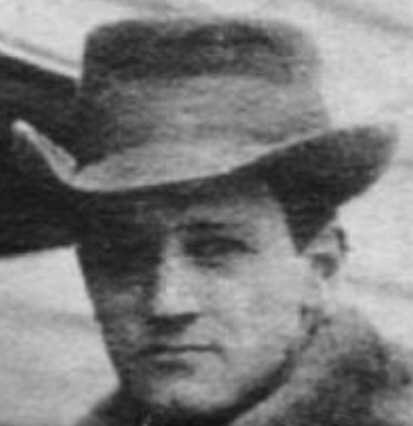
Anton Dilger

Anton Dilger, Pseudonym Alberto Dondo (* 13. Februar 1884 in Front Royal, Virginia; † 17. Oktober 1918 in Madrid) war ein deutsch-amerikanischer Arzt, nachrichtendienstlicher Akteur und Befürworter des Einsatzes von biologischen Kampfstoffen im Ersten Weltkrieg.

## Werdegang
Anton Dilger wurde als Sohn deutscher Eltern in den USA geboren, wurde jedoch im Alter von 9 Jahren nach Deutschland geschickt. Sein Vater war Hubert Dilger, General der Union Army im amerikanischen Bürgerkrieg. Anton besuchte in Bensheim das Gymnasium, studierte in Heidelberg und München Medizin und war ebenfalls Student an der Johns Hopkins University in Baltimore. Danach arbeitete er in Heidelberg an der Chirurgischen Universitätsklinik. Seine Doktorarbeit über die Entwicklung von Tierzellen in Gewebekulturen wurde 1912 mit summa cum laude bewertet.
Zu Beginn des Ersten Weltkriegs wurde Dilger von Deutschland einberufen, nachdem er zuvor angeblich während des Balkankriegs als Chirurg in der bulgarischen Armee tätig gewesen sein soll. Spätestens 1915 ließ er sich in die Aktivitäten des militärischen Geheimdienstes, der Abteilung III b beim Großen Generalstab einbinden. Nach einem vorgetäuschten Nervenzusammenbruch kehrte er in die USA zurück und führte dabei, im Auftrag des Stellvertretenden Generalstabes, Abt. III b Milzbrand- und Rotz-Kulturen mit sich. Diese sollte und wollte er als biologische Waffe gegen alliierte Verbände einsetzen. Seine Kommunikation und Anleitung von Berlin aus wurde unter den Decknamen „Albert Delmar“ und „Albert Donde“ geführt. So sollte mit diesen Aktionen der Nachschub an lebenden Tieren im europäischen Krieg für die alliierten Streitkräfte beeinträchtigt werden.
Gemeinsam mit seinem Bruder Carl richtete Anton Dilger ein Labor in Washington, D.C. ein, in dem die Bakterien Bacillus anthracis und Burkholderia mallei vermehrt wurden. Ein Bericht aus dem Jahr 1941 enthüllte, dass die Krankheitserreger dazu bestimmt waren, auf die Nüstern von Pferden geschmiert zu werden, die im Ersten Weltkrieg noch zahlreich im Einsatz waren. Tatsächlich sollen von deutschen Offizieren angeworbene Stauer im Hafen von Baltimore, geschützt mit Gummihandschuhen, Lösungen mit den Bakterien einer unbekannten Anzahl von Pferden eingespritzt haben. Ob der Sabotageakt erfolgreich war, ist jedoch unklar.
Diese deutschen Sabotageaktionen wurden Ende 1916 abgebrochen, als Anton Dilger zeitweilig nach Deutschland zurückkehrte. Nach einer erneuten Einreise in die USA wurde er verdächtigt, ein deutscher Spion zu sein, so dass er zunächst nach Mexiko und später nach Spanien floh, wo er unter dem Decknamen Alberto Dondo lebte und 1918 ein Opfer der so genannten Spanischen Grippe wurde. Seine Aktivitäten wurden erst später aus deutschen Akten bekannt. Anton Dilger ist auf dem Cementerio de Nuestra Señora de La Almudena in Madrid beerdigt.
Die Auswirkungen der Sabotageversuche sind bis heute unbekannt. Es liegen offenbar keine Berichte vor, in denen von einschlägigen Krankheitsausbrüchen unter Tieren die Rede ist. Auch ist nicht bekannt, ob die Zellkulturen überhaupt infektiös waren. Bemerkenswert ist ferner, dass die Bestimmungen zur Abrüstung in Deutschland nach dem Ersten Weltkrieg keine Vorgaben bezüglich biologischer Kampfstoffe enthielten. Daraus kann abgeleitet werden, dass diese Sabotageversuche den Alliierten seinerzeit noch unbekannt waren oder dass sie in ihnen keine ernsthafte Bedrohung erkennen konnten.
In einer Studie über biologische Waffen bestätigte Erhard Geißler 1999 aufgrund der Analyse von deutschen Verhörprotokollen aus den frühen 1920er-Jahren im Grundsatz die Aktivitäten der Brüder Dilger in den USA, kam aber zu dem Ergebnis, dass möglicherweise Carl Dilger eine wesentliche Rolle zuzuschreiben sei.